# Mara Rosenbloom
Mara Rosenbloom (Madison, 11 december 1984) is een Amerikaanse jazzpianiste en componiste.

## Biografie
Rosenbloom, die afkomstig is uit Madison (Wisconsin), studeerde jazzcompositie aan New York-universiteit, daarna werd ze actief in de jazzscene van New York. Ze speelde onder meer met Henry Grimes en Cooper-Moore, in Chicago werkte ze met Jason Stein en Mike Reed. In 2009 debuteerde ze met het album School of Fish, opgenomen met Darius Jones, Isaac Jaffe en Nick Anderson. In 2013 had ze les van Connie Crothers. Op Fresh Sound Records verschenen haar albums Songs from the Ground (2013) en Prairie Burn (2016, een trio-plaat met Sean Conly en Chad Taylor). Tegenwoordig (2018) vormt ze een duo met zangeres Emilie Lesbros.